# Apoglaesoconis cherylae
Apoglaesoconis cherylae là một loài côn trùng trong họ Coniopterygidae thuộc bộ Neuroptera. Loài này được Engel miêu tả năm 2002.